# Marco Romano (calciatore)
Marco Romano (Como, 19 settembre 1910 – Como, 16 settembre 1952) è stato un calciatore italiano, di ruolo attaccante.

## Carriera
Figlio di un commerciante di mercerie, Romano era nativo di Ponte Chiasso, frazione del Comune di Como confinante con la Svizzera. Tirò i primi calci nella squadra improvvisata della sua frazione, messa su grazie all'impegno dei figli dell'industriale Montandon, che possedeva una fabbrica in questa località.
Nella sua carriera professionistica ha giocato con Comense e Novara in Serie B, vincendo con entrambe le squadre il titolo di capocannoniere: nel 1932-1933 con 29 reti e nel 1934-1935 con 30 gol
Con il Novara disputò anche quattro stagioni in Serie A. È stato, prima di farsi superare da Pablo Andrés González (100 gol), il miglior marcatore del club piemontese di tutti i tempi (94, di cui 23 nella massima serie) davanti a Silvio Piola (86) e Raffaele Rubino (92).

## Palmarès

### Club

#### Competizioni nazionali
- Prima Divisione: 1

Comense: 1930-1931
- Serie B: 2

Novara: 1935-1936, 1937-1938

### Individuale
- Capocannoniere della Serie B: 2

Comense: 1932-1933 (29 gol)
Novara: 1934-1935 (30 gol)